# تركش عليا
تركش عليا هي قرية في مقاطعة بيرانشهر، إيران. يقدر عدد سكانها بـ 36 نسمة بحسب إحصاء 2016.